# 悲嘆河

悲嘆河是希臘神話中冥界的五條河之一，注入阿克隆河（苦惱河）。也意译为“痛哭之河”。

## 文學

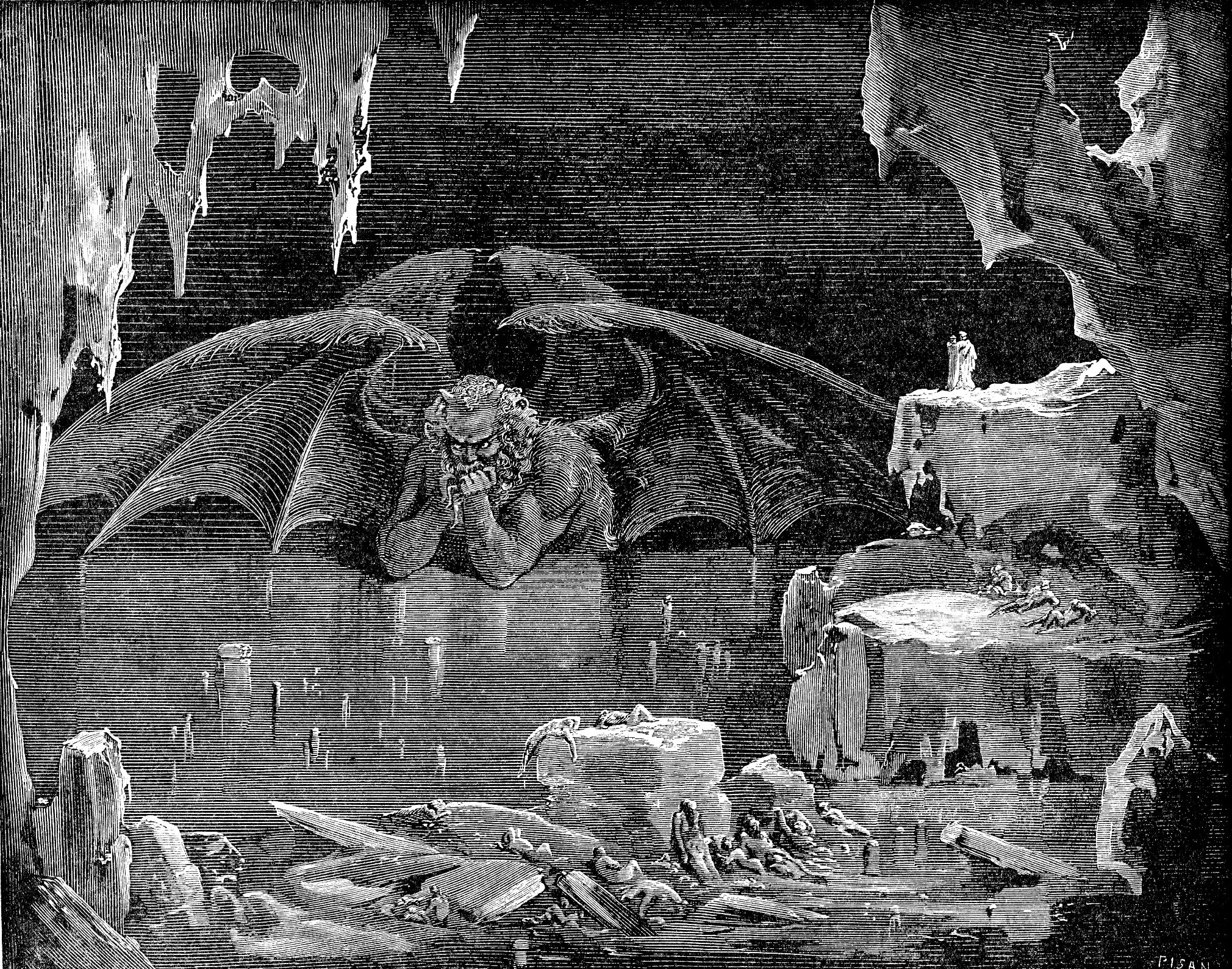
『神曲』中的悲嘆河

悲嘆河在但丁的『神曲』，以及荷馬、艾斯奇勒斯、柏拉圖、維吉爾等的古典作品中登場。